# Линдквист, Улла
Улла Линдквист (швед. Ulla Lindkvist; 30 августа 1939 — 6 августа 2015) — шведская ориентировщица, первая чемпионка мира и Европы по спортивному ориентированию.
Самая яркая звезда женского спортивного ориентирования начала шестидесятых годов. После того, как в 1961 году была создана международная федерация спортивного ориентирования, было принято решение о проведении чемпионатов Европы. Первый чемпионат Европы состоялся в сентябре 1962 году в Норвегии недалеко от местечка Лётен (норв. Løten). Первой чемпионкой Европы среди женщин стала именно Улла Линдквист.
Через два года, на втором чемпионате Европы Улла заняла третье место, уступив только швейцарке Маргрит Томмен и своей соотечественнице Анне-Марии Вальстен.
В 1965 году было принято решение о переименовании чемпионата Европы в чемпионат мира. На новообразованном турнире Улле не было равных — она дважды брала золото в 1966 и в 1968 годах, а в 1970  году на чемпионате мира в Восточной Германии заняла второе место.. Таким образом, Улла не сходила с пьедестала чемпионатов мира и Европы на протяжении почти 10 лет.
Улла Линдквист восемь раз подряд (с 1967 по 1974) выигрывала крупнейшие шведские соревнования по ориентированию О-Ринген. Повторить этот успех не удалось ни одному ориентировщику до сих пор.